# N'shei U'Bnoth Agudath Yisrael

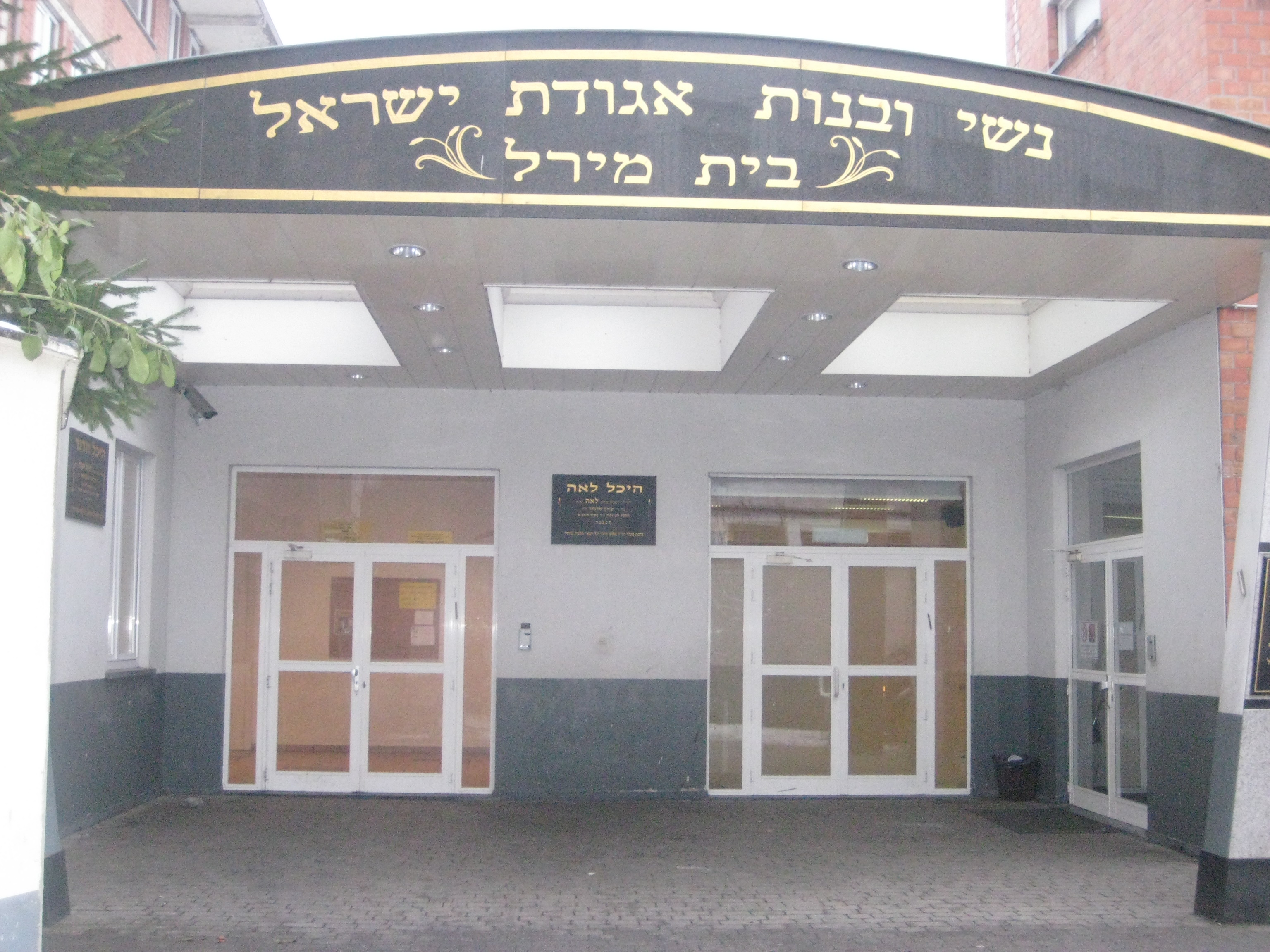
Ingang N'shei U'Bnoth Agudath Yisraël op de Isabellalei 93 in Antwerpen.

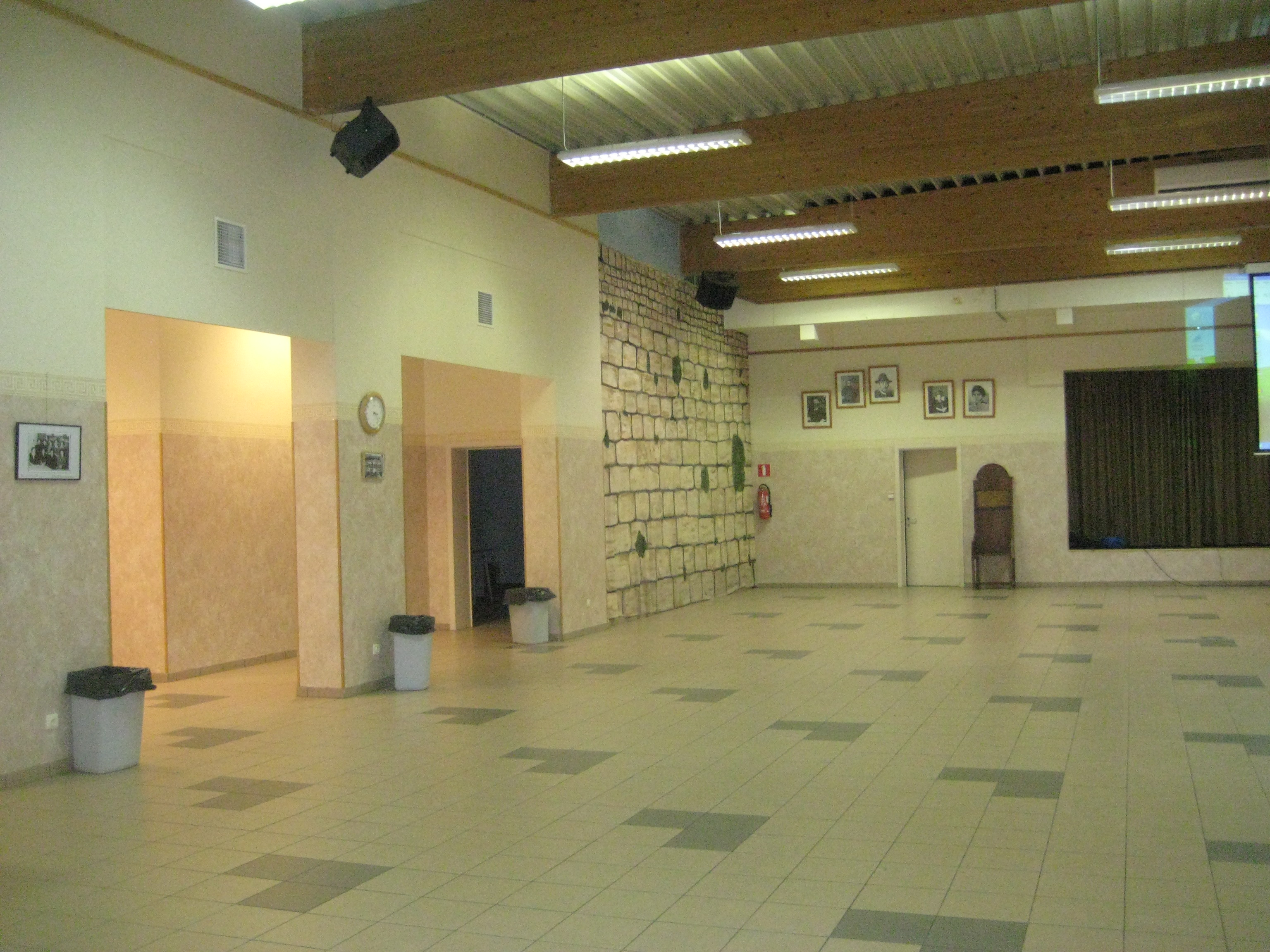
Deel van de grote zaal, waar de Aguda-evenementen plaatsvinden.

N’shei U’Bnoth Agudath Israël (vertaling: Vrouwen en Meisjes van Agudath Israël), of kortweg Aguda is een Joodse dames- en jeugdvereniging in Antwerpen. Het werd opgericht voor orthodox-joodse vrouwen en meisjes.

## Voorgeschiedenis

### Sara Shnirer en Beis Yaakov
De Europese Joodse meisjes hadden tot aan de komst van Sara Shnirer in 1918 geen aparte scholen of jeugdverenigingen en werden als gevolg hiervan steeds verder verwijderd van hun geloof. Ze bezochten niet-joodse instellingen en voelden zich verrijkt door de westerse cultuur. De assimilatie bleek onvermijdelijk. In 1918 besloot Shnirer uit Krakau om hier verandering in te brengen. Ze verzamelde zeven Joodse meisjes uit haar buurt met als doel hen op te voeden tot trotse en oprechte vrouwen die trouw zouden blijven aan hun Joodse traditie.
In 1923 erkenden de leden van Agudath Israël de ideeën van Shnirer en adopteerden haar werk. Ze gaven haar de financiële steun die ze nodig had en hielpen haar bij het opbouwen van de Beis Yaakov-scholen. De vraag naar Joodse meisjesscholen groeide en Shnirer stuurde haar eigen leerlingen uit om leerkrachten te worden in verschillende steden en dorpen van Polen.
In 1928 begon de bouw van het seminar in Krakau zodat de meisjes gediplomeerde leerkrachten konden worden. Het seminar opende in 1930 met 120 leerlingen. Toen ze in 1935 stierf waren er 300 Beis Yaakov-scholen in Polen. In Polen alleen waren er toen 200.000 volgers van Beis Yaakov en Bnoth Agudath Israël.

### Het ontstaan van N’shei U’Bnoth Agudath Israël
Het ontstaan van Bnoth Agudath Israël ging hand in hand met de bloei van de Beis Yaakov-scholen. Als gevolg van hun nieuwe scholing hadden de meisjes ook nood aan een nieuwe Joodse jeugdbeweging. Bnoth Agudath Israël werd opgericht om de meisjes activiteiten te bezorgen voor in hun vrije tijd.
De vrouwen kwamen ook geregeld samen om Torah te leren of om geld te verzamelen voor goede doelen. In Oostenrijk, Tsjechië- Slowakije, Roemenië en België werden er ook Beis Yaakov-scholen en Agudath Israël-jeugdverenigingen en damescomités opgericht.

## De opbouw van N’shei U’Bnoth Agudath Israël in Antwerpen
Voor de Tweede Wereldoorlog bestond er in Antwerpen een Bnoth Agudath Israël onder leiding van mevr. Bourak en mevr. Frieda Wachstock. Beide vrouwen stierven tijdens de Holocaust.
Na de oorlog begon in Antwerpen de wederopbouw.
In 1946 begon een groep vrouwen aan de wederopbouw van de N’shei U’Bnoth Agudath Israël onder leiding van onder anderen mevr. Rotchild, mevr. Ringer, mevr. Glezer, mevr. Dorf, Mevr. Freund, Mevr. Engel, Mevr. Roitenbarg en Mevr. Ollech.
mevr. Ollech was de drijvende kracht achter het comité.

### N’shei
De eerste activiteiten van het damescomité bestonden erin de Joden in Israël te steunen. Het verzamelen van geld voor Israël gebeurde op verschillende manieren. De belangrijkste gebeurtenissen waren de theeavonden waarbij enkele vrouwen de hostesses waren.

### Bnoth
Rivka Pinckusewits, een oud-leerlinge van Shnirer, deed na de oorlog Bnoth Agudath Israël bloeien in Antwerpen. Zij gaf lezingen over verschillende religieuze onderwerpen en zorgde voor activiteiten voor de jeugd. Het belangrijkste doel van de Aguda in Antwerpen was en is nog steeds om de Joodse meisjes dichter te brengen bij hun geloof in een gezellige en leuke sfeer. Uitstapjes, winterkampen, zondag- activiteiten, zomerkampen, shows en weekendjes weg worden allemaal georganiseerd door de Aguda.
Bnot Agudath Israël staat onder leiding van onder anderen Perel Ollech, Chaya Kornfeld, Judith Kogan, Rivka Kohen, ocheved Shainfeld.

## Ligging
Het eerste Aguda-lokaal was gelegen aan de Oostenstraat. In 1950 kreeg de Aguda haar eigen huis op de Van Leriusstraat 22 in Antwerpen. Het huis behoorde toe aan een Amerikaanse Jood, Nathan Shup, die het aan de Aguda schonk. In 1979 verhuisde de Aguda wegens plaatsgebrek naar de Jacob Jacobstraat 28, Antwerpen. Ook dat huis werd te klein. In 1997 verhuisde de Aguda naar haar nieuwe huis op de Isabellalei 93 te Antwerpen. De Aguda heeft ongeveer 1000 leden.